# Classe Golf
I classe Golf (nome in codice NATO dei russi progetto 629) erano sottomarini lanciamissili balistici a propulsione diesel-elettrica (SSB) costruiti ed entrati in servizio tra il 1958 ed il 1962. Ne furono costruiti complessivamente 23 esemplari, successivamente modificati in numerose versioni. Tutti i battelli sono stati radiati entro il 1990.

## Sviluppo
Nei primi anni cinquanta, la marina sovietica iniziò a portare avanti un grande piano di costruzioni navali, che comprendeva un deciso rafforzamento della flotta subacquea. Nell'ambito di tale piano, venne elaborato il progetto V-611, riguardante un sottomarino lanciamissili. Tuttavia, insieme a tale progetto, il 26 gennaio 1954 il governo sovietico emise un requisito riguardante un sottomarino con missili balistici (SSB) a propulsione diesel-elettrica. Nel maggio dello stesso anno, la marina sovietica affidò l'incarico di portare avanti lo sviluppo del nuovo mezzo all'OKB-16. Nel marzo 1956 il progetto, elaborato sotto la guida di N. N. Isanin, fu sottoposto all'approvazione dei vertici della marina. Inizialmente, era previsto l'imbarco di missili R-11FM (nome russo degli SS-1 Scud B), ma poi si decise di utilizzare i più sofisticati R-13 (SS-N-4 Sark).
La costruzione dei Golf iniziò nel 1957, e venne portata avanti dai cantieri navali di Severodvinsk e Komsomol'sk-na-Amure. Meno di un anno dopo, il primo sottomarino fu varato ed iniziò le prove in mare. A partire dal 1960, iniziarono le consegne alle flotte del Nord e del Pacifico dei primi esemplari operativi. La produzione di questi battelli si interruppe nel 1962, dopo che erano stati costruiti ben 23 esemplari.
Complessivamente, vennero realizzate numerose versioni della classe Golf, tra aggiornamenti e navi test. Comunque, gli ultimi esemplari operativi vennero definitivamente radiati nel 1990-1991.

## Versioni realizzate
Partendo dalla versione base, vennero realizzate ben sette varianti, tra aggiornamenti ed esemplari sperimentali.
- Progetto 629: versione base, della quale vennero costruiti 23 esemplari. I dati tecnici inseriti in tabella riguardano tale versione.
- Progetto 629A: si tratta della versione aggiornata, nota in occidente come Golf II. Lo sviluppo iniziò nel marzo 1958, e fu portato avanti dallo stesso ufficio tecnico (ed anche dallo stesso progettista). La conversione riguardò 14 esemplari della versione base, che tornarono in servizio tra il 1966 ed il 1972. Le modifiche riguardarono in particolare l'armamento imbarcato: infatti, il sistema di lancio era il D-4, ed i missili erano gli R-21 (SS-N-5 Serb). Le dimensioni rimasero praticamente identiche (risultò leggermente superiore la lunghezza, che raggiunse i 98,9 metri), mentre non si hanno notizie precise sul dislocamento (comunque, si parla di valori compresi tra le 2.300-2.820 tonnellate in emersione, e le 2.700-3.553 in immersione). La velocità, leggermente superiore, raggiunse i 15-17 nodi in superficie ed i 12-14 in immersione. L'equipaggio, leggermente più numeroso rispetto alla versione base, era di 83 elementi.
- Progetto 629B: La sedicesima nave della serie, la K-142 , fu costruita secondo un progetto modificato ed era destinata a testare il complesso di missili a combustibile solido D-6 e il combustibile liquido D-4 con il razzo R-21 .  Dopo il 27 lancio del missile R-21, è stato messo in servizio come parte del complesso D-4.
- Progetto 601: conosciuto in occidente come Golf III. Tale modifica riguarda il sommergibile K-118, modificato tra il 1969 ed il 1974 con l'installazione di sei lanciatori per i test del missile R-29 (SS-N-8 in occidente), le modifiche approntate provocarono un aumento del dislocamento, che raggiunse le 4.000 tonnellate.
- Progetto 605: conosciuto in occidente come Golf IV, si riferisce alla conversione operata sul K-102 tra il 1969 ed il 1973. Lo scopo era la sperimentazione del missile SS-NX-13, mai entrato in servizio. Le modifiche al battello furono piuttosto estese: infatti, lo scafo fu allungato di 18,3 metri, e vennero installati quattro lanciatori.
- Progetto 619: conosciuto in occidente come Golf V, riguarda la conversione operata sul K-153 nel 1976. Lo scopo era la sperimentazione del missile R-39 (SS-N-20 Sturgeon).
- Progetto 629R: riguarda la conversione effettuata a Vladivostok tra il 1973 ed il 1979, che coinvolse i sottomarini K-61, K-107 e B-42. Le modifiche prevedevano la trasformazione dei tre esemplari in altrettanti posti comando subacquei, con relativa rimozione dei tubi di lancio. Tali esemplari vennero conosciuti in occidente con il nome di Golf SSQ.
- Progetto 629E: riguarda la conversione in sommergibile posamine effettuata sul K-113.

## Tecnica
Il progetto base dei Golf era il medesimo dei Foxtrot, con i quali condividevano numerose dotazioni. Infatti, tutte le installazioni elettromeccaniche per la navigazione (sia di superficie, sia in immersione), nonché il sistema idroacustico e gli alloggiamenti per impianti di comunicazione e radar, erano esattamente gli stessi, e furono utilizzati senza effettuare modifiche. Inoltre, molto probabilmente, sui Golf vennero riprese alcune delle soluzioni del progetto V-611, anche se le prestazioni del nuovo battello risultarono decisamente superiori in termini di autonomia, profondità operativa e diminuzione della rumorosità.
Dal punto di vista tecnico, i Golf avevano uno scafo pressurizzato di forma cilindrica, internamente suddiviso in otto compartimenti. Il ricorso ad un particolare tipo di acciaio ad alta resistenza permise di aumentare decisamente la profondità operativa, compresa tra i 260 ed i 300 metri. Inoltre, al fine di ridurre la rumorosità durante la navigazione, furono sviluppate speciali eliche a cinque pale.
L'armamento era costituito da tre missili SS-N-4 Sark, che utilizzavano il sistema di lancio D-2. In origine, era stato previsto l'utilizzo degli R-11FM (con sistema di lancio D-1), ovvero la versione navale degli Scud, ma la loro gittata troppo bassa (nell'ordine dei 150 km con testata nucleare e 250 con testata convenzionale) non li avrebbe messi in grado di colpire con successo gli obiettivi, a causa della difesa antisommergibile americana.
I tre missili erano sistemati in altrettanti tubi di lancio sistemati nella sezione posteriore della torre. Questo provocò un aumento delle dimensioni della stessa, con una conseguente penalizzazione per quanto riguardava le prestazioni generali.
Il lancio avveniva in superficie, con battello in movimento alla velocità di 15 nodi. Il sistema di gestione della battaglia era in grado di registrare le coordinate di volo in modo automatico, e questo riduceva notevolmente il tempo di preparazione al lancio. Tutta la fase preparatoria era svolta in immersione, e richiedeva un'ora, mentre il lancio vero e proprio poteva essere effettuato non prima di quattro minuti dopo l'emersione. Complessivamente, per lanciare i tre missili erano necessari dodici minuti.

## Il servizio operativo
I 23 esemplari della classe Golf entrarono furono costruiti ed entrarono in servizio tra il 1959 ed il 1962, sia nella Flotta del Nord, sia in quella del Pacifico.
I battelli della Flotta del Nord erano inquadrati nella 16° e nella 18ª Divisione Subacquea. Nel maggio del 1962, il governo sovietico approvò un piano per il dispiegamento di un'aliquota di forze sovietiche a Cuba, che in ottobre portò alla relativa crisi missilistica. Il piano prevedeva, tra l'altro, il dispiegamento nell'isola caraibica della 18ª Divisione, che all'epoca comprendeva sette battelli. Come noto, questa parte del piano rimase sulla carta.
Nel settembre 1968 due Golf II vennero trasferiti nella Flotta del Pacifico. A questi seguirono, dall'ottobre 1971 al novembre 1974, altri quattro esemplari.
Alla fine degli anni settanta, inoltre, tutta la 16ª Divisione fu trasferita nella Flotta del Baltico. A questa data, dunque, non vi erano più Golf nella Flotta del Nord.
Per quanto riguarda l'attività nella Flotta del Pacifico, i Golf erano inquadrati nella 29ª Divisione. Verso la metà degli anni settanta, sette esemplari risultavano ancora in servizio.
Con il passare degli anni, i Golf divennero dei sistemi d'arma sempre più superati dall'evoluzione tecnologica del settore, ed il loro numero continuò a calare drasticamente. Nel 1989, rimanevano in servizio quattro esemplari nella Flotta del Baltico e due nella Flotta del Pacifico. Tutti i battelli furono radiati nel 1990.

## Il servizio in Cina
Nel gennaio 1959, i vertici delle forze armate sovietiche decisero di vendere i progetti ed i piani di costruzione alla Cina, allora alleata di Mosca. Tuttavia, nel 1960, in seguito al deterioramento delle relazioni tra i due Paesi, tutti i tecnici sovietici rientrarono in patria, ma lasciarono in Cina la documentazione ed i macchinari. Il risultato fu che, nel 1966, i cinesi realizzarono un singolo esemplare, che aveva alcune differenze rispetto alla versione originaria. Apparentemente, pare che tale battello sia ancora in servizio in Corea del Nord, utilizzato per la sperimentazione di nuovi sistemi di SLBM

## Incidenti
Nel marzo/aprile 1968,  il sommergibile K-129 affondò nell'oceano Pacifico, a 1.390 km a nord est dal porto di Oahu. Secondo la versione ufficiale, pare che la perdita del battello sia dovuta ad un cedimento dello scafo, causato dal superamento della massima profondità operativa. Si trattò di un incidente molto grave, in quanto portò alla perdita non solo del sottomarino, ma anche di tutto l'equipaggio. Nel luglio 1974, alcune parti del battello, a 5.000 metri di profondità, furono recuperate dalla nave statunitense Glomar Explorer, gestita dalla CIA in cooperazione con la US Navy e costruita appositamente per questo scopo in quella che, denominata operazione Jennifer, è considerata una delle più costose e segrete operazioni della Guerra Fredda.
Quello del K-129 è l'unico incidente grave di cui si ha notizia che abbia coinvolto un sottomarino della classe Golf.

## Esemplari costruiti
La costruzione dei Golf venne portata avanti dai cantieri navali di Severodvinsk e Komsomol'sk-na-Amure, per un totale di 23 esemplari. Le date esatte di ingresso in servizio e radiazione dei singoli esemplari, nonché la loro storia operativa, non sono noti.

### Esemplari costruiti a Severodvinsk
- B-92: entrato in servizio nel 1960, venne successivamente rinominato K-96 (o K-61 secondo altre fonti). Nel dicembre 1976 fu convertito in progetto 629R, e rientrò in servizio con il nuovo nome di BS-167. Demolito nel 1991.
- B-40: successivamente rinominato K-72, fu demolito nel 1991.
- B-41: successivamente rinominato K-79. Ricevette il nome di K-372 nel 1974, dopo la conversione in Golf II. Demolito nel 1991.
- B-42: successivamente rinominato K-83, fu modificato nel 1978 come 629R. Nel nuovo ruolo prestò servizio con il nome di BS-83.
- B-121: successivamente rinominato K-102, fu convertito come Golf IV nel 1973.
- B-125: successivamente rinominato K-167.
- B-45: successivamente rinominato K-88, fu il primo esemplare ad essere convertito in Golf II, il 28 dicembre 1966.
- B-61: successivamente rinominato K-93, venne convertito in Golf II. Demolito nel 1991.
- B-15: successivamente rinominato K-113, fu convertito in progetto 629E. Demolito nel 1974.
- K-118: convertito nel dicembre 1976 in Golf III.
- K-36: successivamente rinominato K-106. Demolito nel 1980.
- K-91: demolito nel 1980.
- K-107: convertito nel 1977 in progetto 629R e rinominato BS-107, fu demolito nel 1991.
- K-110: convertito in Golf II.
- K-153: inizialmente convertito in Golf II, nel 1978 fu nuovamente sottoposto a lavori di modifica e trasformato in Golf V. Rinominato nel 1991 BS-153, fu demolito l'anno successivo.
- K-142: convertito in Golf II nel 1967, fu demolito nel 1991.

### Esemplari costruiti a Komsomolsk-na-Amure
- B-93: successivamente rinominato K-126, fu convertito in Golf II.
- B-103: successivamente rinominato K-129, affondò per incidente nel marzo/aprile 1968. Dichiarato ufficialmente affondato il 3 agosto dello stesso anno.
- B-109: successivamente rinominato K-136, fu convertito in Golf II.
- B-113: successivamente rinominato K-139, fu convertito in Golf II.
- K-75: successivamente rinominato B-575, fu convertito in Golf II.
- K-99: convertito in Golf II.
- K-163: convertito in Golf II.